# RIOX2
RIOX2‏ (Ribosomal oxygenase 2) هوَ بروتين يُشَفر بواسطة جين RIOX2 في الإنسان.